# 長胸鰭裸背電鰻
長胸鰭裸背電鰻，為輻鰭魚綱電鰻目裸背電鰻科的其中一種，為熱帶淡水魚，分布於南美洲巴西、巴拉圭與玻利維亞淡水流域，體長可達25.1公分，棲息在水生植物漂浮的溪流底中層水域，生活習性不明。

## 扩展阅读
維基物種上的相關：長胸鰭裸背電鰻